# 신세계 면세점
신세계면세점(新世界免稅店, 영어: Shinsegae Duty Free)은 대한민국의 면세점으로, 주식회사 신세계디에프에서 운영 중이다. 2015년 면세사업을 위한 별도법인인 신세계디에프를 설립하였고, 서울 시내면세점(명동점)과 인천공항 T1,T2점과 온라인몰을 운영하고 있다.

## 지점
- 신세계면세점 인천공항T1, T2점

2015년 9월 1일 인천공항 면세점 3기 사업자로 선정되어 인천국제공항 여객터미널 3층에 개점하였으며 패션 잡화 매장을 운영하고 있다. 2018년 1월 18일 인천국제공항 제2여객터미널에 패션 잡화 매장을 개점하였다. T1은 신세계DF글로벌이, T2는 신세계DF가 운영한다.
- 신세계면세점 명동점

2016년 5월 18일 신세계백화점 본점 신관 8~12층에 개점하였으며 신세계DF에서 운영한다.